# バラネッロ
バラネッロ（イタリア語: Baranello）は、イタリア共和国モリーゼ州カンポバッソ県にある、人口約2,600人の基礎自治体（コムーネ）。

## 地理

### 位置・広がり

#### 隣接コムーネ
隣接するコムーネは以下の通り。
- ブッソ
- コッレ・ダンキーゼ
- スピネーテ
- ヴィンキアトゥーロ